# Фишер, Брам
Абрахам (Брам) Луис Фишер (африк. Abraham Louis Fischer; 23 апреля 1908, Блумфонтейн — 8 мая 1975, Блумфонтейн) — южноафриканский юрист. Общественный деятель, борец с апартеидом, правозащитник Южной Африки.
Лауреат Международной Ленинской премии «За укрепление мира между народами» (1967).

## Биография
Белый, африканер. Принадлежал к влиятельной семье, верхушке африканерского общества: его отец занимал пост главного судьи в Оранжевом Свободном государстве, дед Абрахам Фишер был первым и единственным премьер-министром Колонии Оранжевой реки.
Получил юридическое образование в Южной Африке, затем окончил Новый колледж Оксфордского университета. Стал адвокатом. Во время учёбы в Оксфорде совершил путешествие по Европе, в 1932 году посетил Советский Союз.
В 1930-х годах вступил в Южно-Африканскую компартию, в 1940-х годах был избран в ЦК КП Южной Африки и в Йоханнесбургский комитет партии. Стал одним из лидеров коммунистического движения Южной Африки.
В 1943 году помогал руководству Африканского национального конгресса выработать программные и уставные положения. В 1946 году был обвинён властями в поддержке горняков-африканцев Трансвааля, объявивших всеобщую забастовку. Выступал защитником на суде в Ривонии на «процессе о государственной измене» (1956—1961) над 156 противниками режима апартеида, в том числе лидера АНК Нельсона Манделы, и на других подобных процессах. Судебный процесс в Ривонии был осуждён Советом Безопасности ООН и странами всего мира, что привело к международным санкциям против правительства Южной Африки.
Обвинённый в принадлежности к запрещённой властями компартии и заговоре с целью свержения правительства, в январе 1965 года Фишер перешёл на нелегальное положение. В конце 1965 года был арестован и в 1966 — приговорён к пожизненному заключению. В сентябре 1974 года получил серьёзную травму, упав и сломав бедро и шею. Не получив должного медицинского ухода, заболел раком. Фишеру разрешили покинуть тюрьму незадолго до его смерти и поместили под домашний арест в доме его брата в Блумфонтейне в апреле 1975 года. Он умер несколько недель спустя.
Прах Фишера похоронен в неустановленном месте.

## Память
- Британская писательница Наоми Митчисон в 1973 году напечатала роман «A life for Africa: the story of Bram Fischer» («Жизнь для Африки: история Брама Фишера»).
- Писатель Стивен Клингман выпустил биографию «Брам Фишер. Африканер революционер».
- Лауреат Нобелевской премии по литературе 1991 года Надин Гордимер в 1979 году написала роман «Дочь Бургера», основанный на биографии дочери Брама Фишера.
- В 2007 году режиссёр Фаррон Фарр снял фильм «Любовь, коммунизм, революция и Ривония: история Брама Фишера» («Love, Communism, Revolution & Rivonia: Bram Fischer's Story»).
- В 2017 года режиссёр Жан ван де Вельде снял фильм «Брам Фишер» («Bram Fischer», другое название «Акт неповиновения»), посвящённый истории судебного процесса в Ривонии, и главному адвокату защиты Нельсона Манделы и других членов руководства Африканского национального конгресса Браму Фишеру.